# Regine Deutsch
Regine Deutsch, auch Regina Deutsch, geb. Lion, (* 1. März 1860 in Berlin; † 28. Dezember 1938 in Berlin-Wilmersdorf) war eine deutsche Politikerin und Autorin.

## Leben

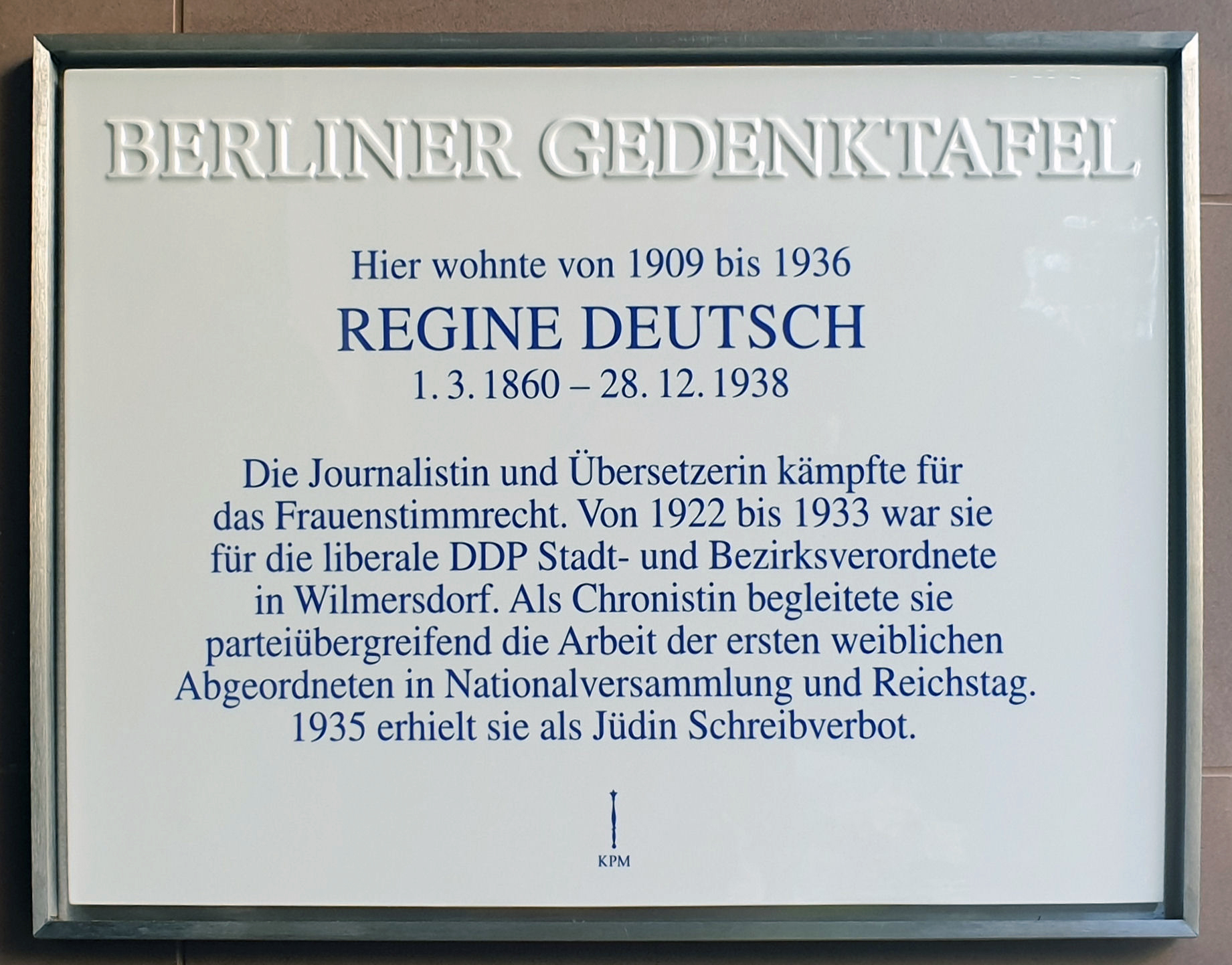
Berliner Gedenktafel in Berlin-Wilmersdorf

Regine Lion entstammte einem jüdischen Elternhaus; einer ihrer Brüder war der Arzt Alexander Lion. Sie heiratete den Amtsrichter Felix Deutsch (1845–1881), der zuvor mit ihrer Schwester Eugenie geb. Lion (1856–1877) verheiratet war. Bereits vor dem Ersten Weltkrieg war sie in der Frauenbewegung aktiv, später wurde sie eine der Führerinnen dieser Bewegung, beispielsweise als Vorsitzende des preußischen Landesverbandes vom Verein für Frauenwahlrecht oder als Delegierte bei internationalen Kongressen des Weltbundes für das Frauenstimmrecht (engl. International Woman Suffrage Alliance, IWSA). Daneben war sie Redakteurin der Zeitschrift Ernstes Wollen und deren Nachfolgerin Deutsche Kultur.
Nach dem Krieg trat sie in die liberale DDP ein und wurde für diese Partei in die Berliner Stadtverordnetenversammlung gewählt. Später war sie auch Mitglied des Reichsfrauenausschusses der nationalliberalen DVP. In den Zwanziger Jahren veröffentlichte sie mehrere Schriften über die parlamentarische Arbeit von Frauen. 1935 wurde sie aus der Reichsschrifttumskammer ausgeschlossen, was einem Berufsverbot gleichkam. Sie starb eines natürlichen Todes Ende 1938 in ihrer Wohnung in Berlin-Wilmersdorf.

## Ehrung
Am 14. Oktober 2024 wurde an ihrem ehemaligen Wohnort, Berlin-Wilmersdorf, Pariser Straße 58, eine Berliner Gedenktafel enthüllt.

## Schriften (Auswahl)
als Autorin

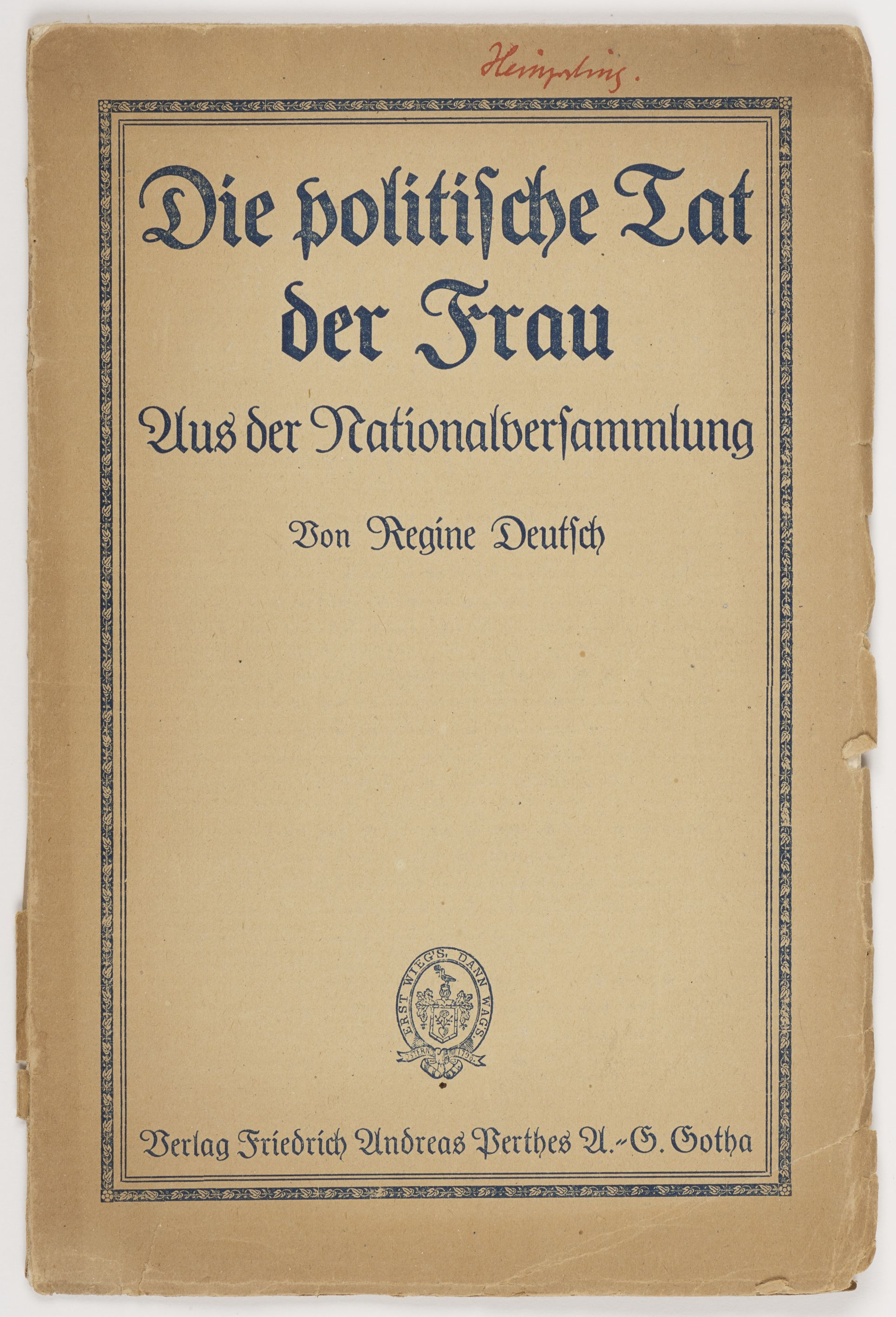
Die politische Tat der Frau, 1920

- Die politische Tat der Frau. Aus der Nationalversammlung. F. A. Perthes, Gotha 1920.
- Parlamentarische Frauenarbeit. Perthes, Gotha

1. Aus dem ersten Reichstag der Republik. 2. Aufl. 1924.
2. Zwei Jahre parlamentarischer Frauenarbeit. 3. Aufl. 1925.

- Funfundzwanzig Jahre Weltbund fur Frauenstimmrecht. 1904 bis 1929. F. A. Herbig, Berlin 1929.

als Herausgeberin
- Zur Krise im Bund für Mutterschutz Berlin 1910.

als Übersetzerin
- Ramsay MacDonald: Margaret Ethel Macdonald. Ein Lebensbild. 3. Aufl. Herbig, Berlin 1925.
- Margaret Sanger: Die neue Mutterschaft. Geburtenregelung als Kulturproblem. Vorwort Adele Schreiber. Sibyllenverlag, Dresden 1927.